# Абхазский государственный музей
Абхазский государственный музей (абх. Аҧсуа ҳәынҭқарратә музеи) — исторический музей в городе Сухуме, в Абхазии.
Музей имеет два филиала — в Гульрипшском и Гудаутском районах Абхазии.

## Экспозиция
За многолетнюю историю существования музея, ему удалось собрать огромное количество музейных ценностей. В его запасниках хранятся более 100 тысяч единиц — это уникальные вещи из керамики, металла, ткани, письменные документы и т. д.
Сегодня в фондах музея сосредоточены памятники истории и культуры не только абхазского народа, но других народов Кавказа, древнего Египта, Греции,Рима, Византии,Сасанидского Ирана, документы Великого Октября, материалы, повествующие об участии абхазского народа в Великой Отечественной войне.
Многие выставленные экспонаты в экспозиции имеют не только республиканское, но и мировое значение. К ним относятся: одна из самых древнейших в бывшем Советском Союзе, знаменитая ашельская Яштухская стоянка; мезолитический инвентарь Холодного Грота (коллекция костяных гарпунов), «жезл начальника» из предплечья пещерного медведя. Выдающееся значение имеют также материалы металлической культуры дольмена конца III тысячелетия до н. э., представленные в Закавказье лишь в Абхазии; клады топоров эпохи средней бронзы, а также оригинальные высокохудожественные формы и украшения, вооружения и орудия позднебронзового периода; орнаментированные топоры на бронзовой рукоятке, не встречаемые больше нигде на Кавказе; ритуальные кинжалы, поясные пряжки и другое.
Гордостью музея являются знаменитая древнегреческая мраморная стена и бюст местной работы античного времени, поднятые со дна Сухумской бухты; культовая эгретка со всадником и собакой позднебронзовой эпохи; ассирийский бронзовый щит в форме грифона (VI в. До н. э.); греческий шлем и щит V — VI вв. до н. э.
Не менее интересны и значимы в научном плане памятники естественной истории Абхазии. Экспонируемые в музее окаменелые скелеты рыб из рода скумбрий насчитывают 50 млн лет. Большое научное значение имеет коллекция ископаемого пещерного медведя, которые обитали 8-9 тыс. лет назад. Эти материалы найдены в пещерах с. Псху.

## История

### Дореволюционный период
В начале 60-х годов XIX века у любителей истории и природы Абхазии появилась идея собрать у населения экспонаты, имеющие культурно-историческую ценность и организовать в Сухуме музей. Перед началом русско-турецкой войны 1877—1878 гг. собранные экспонаты были вывезены за пределы края и музей перестал существовать. В результате этого, ценнейшие нумизматические, этнографические, археологические экспонаты и материалы естественной истории Абхазии были утеряны.
По инициативе группы агрономов, лесничих и преподавателей создание музея в Сухуме было начато вновь в 1913 году. Был выработан проект создания «Общества» по собиранию материалов для изучения края.
В первой половине 1915 года в Сухуме состоялось общее собрание членов «Общества любителей и исследователей природы и населения Сухумского округа». В состав правления вошли А. Синицин (председатель), Б. Киселёв, В. Козлов, В. Семашко, Б. Захаров, Д. Грандолевский, В. Кристалевский и другие.
Со времени создания «Общества» началась и организация при нём краеведческого музея. Первые годы он располагался в небольшом сыром помещении, принадлежащем Окружному управлению. В 1916 году по настоянию членов «Общества» Сухумское городское управление выделило музею субсидию в размере 500 рублей, которое дало возможность арендовать пригодное для работы музея помещение и открыть его для посещения. Официальное открытие музея состоялось 17 мая 1917 года.

### Советский период
В конце 1920 года, в период господства грузинских меньшевиков в Абхазии «Общество любителей и исследователей природы и населения Сухумского округа» перестало существовать, а вместе с ним закрылся и музей. Все собранные экспонаты были вывезены меньшевиками в грузинские музеи.
После установления Советской власти в Абхазии вновь возобновилась краеведческая работа в новых условиях. В августе 1922 года в Сухуме было образовано «Абхазское научное общество» (АБНО), избравшее 13 мая 1923 года совет и президиум. Год спустя музей перешёл в новое помещение, где и располагается ныне.
В 1928 году музей был переведён в систему Народного комиссариата просвещения ССР Абхазии и получил статус Государственного музея. С 1946 года музей входит в ведение Управления по делам культурно-просветительских учреждений при СНК Абхазской АССР, а с 1953 года — в систему Министерства культуры Абхазской АССР.
В 1933 году директором музея назначен Иосиф Адзинба, который, несмотря на то, что не был по профессии историком, археологом или этнографом, уделял много внимания сбору музейных ценностей. При нём в музее был открыт историко-революционный отдел.
В 1937—1938 годы, когда по стране прокатились репрессии, из музейного фонда исчезли документы, связанные с национально-освободительным движением в Абхазии и его идейными руководителями Е. Эшба, Н. Лакоба, Н. Акиртава, Г. Атарбековым и другими.
С первых дней Великой Отечественной войны, сотрудники музея начали собирать документы, фотографии, письма, которые наглядно раскрывали героическую борьбу воинов из Абхазии против немецко-фашистских захватчиков.
С 1960-х годов всё теснее становятся контакты музея с Абхазским научно-исследовательским институтом, другими научными учреждениями и ведущими музеями Москвы, Ленинграда, Киева, Минска, Тбилиси и других городов.
В середине 1977 года в честь 60-летия Октября в музее этнографии народов СССР в г. Ленинграде сотрудниками Абхазского госмузея (Ю. Аргун и Е. Аджинджал) была организована выставка «Абхазы (быт и искусство)», где было представлено более 300 экспонатов из коллекции Абхазского госмузея.
В конце 1978 года решением коллегии министерства культуры СССР Абхазскому государственному музею была присвоена первая категория, и он был награждён Дипломом министерством культуры СССР и ЦК профсоюза работников культуры.
В связи с ростом музея менялась и его структура. До 1980 года в музее работали два филиала (Картинная галерея с г. Сухум и Новоафонский Пантелеймоновский собор в Н. Афоне), пять экспозиционных отдела: природы, археологии, истории XIX века, истории советского периода, этнографии, а также отделы фондов и научной пропаганды. C 1980 года при музее появились новые отделы и сектора по древним разделам истории Абхазии.
В 1987 году в связи с семидесятилетием Великой Октября по решению правительства, в Абхазии были организованы ещё 2 филиала Абхазского государственного музея — мемориальный музей «Ясочка» в Гулрыпшском районе и картинная галерея в Новоафонском монастырском комплексе.
Одним из главных направлений в деятельности музея является сбор, обработка и хранение музейных ценностей, то есть постоянное пополнение его фондов. Проводимые научные экспедиции по городам и районам давали возможность до 1989 года регулярно пополнять фонды уникальными экспонатами этнографии и археологии. Научные экспедиции проводились не только в республике, но и за её пределами. В 1976 году группа сотрудников музея выезжала в Карачаево — Черкесск, где не только собирали материалы, но и читали лекции, доклады по истории и культуре абхазов. Такие же экспедиции проводились в Адыгее, Сочинском и Адлерском районах.